# Кильмезь (река)
Кильме́зь (удм. Калмез) — река в России, течёт по территории Удмуртской Республики и Кировской области, левый приток Вятки (бассейн Волги).
Длина — 270 км. Основная часть её бассейна (195 км) находится в Удмуртии. В Кировской области расположено лишь нижнее течение реки (от устья Валы). Общая площадь бассейна — 17 525 км², из них 10 600 км² находится на территории Кировской области.
Начинается на Верхнекамской возвышенности на севере Удмуртии. Течёт в западном направлении, принимает справа и слева много притоков.

Бассейн Вятки

Кильмезь и её правые притоки протекают по лесистой низменной равнине (высота 100—200 м), сложенной водноледниковыми, преимущественно песчаными отложениями. Левобережная часть бассейна — это приподнятая и рассечённая равнина — западное продолжение Прикамской возвышенности с высотами 150—170 метров. Поэтому долина имеет левый берег крутой, а правый — пологий. На правом берегу прослеживаются три террасы: пойменная высотой 4—5 м, первая надпойменная — 8 м и вторая надпойменная — 20—25 м. Долина Кильмези слабоврезанная, но сравнительно широкая.
Ширина русла в нижнем течении до 100 м, глубина от 0,5 м до 2 м. Скорость течения в межень 0,5—1 м/с. В русле имеются острова, песчаные косы. Уклон реки в нижнем течении 0,0003, в верхнем — 0,0006. Как типичная равнинная река, Кильмезь имеет извилистое русло. В период половодья в некоторых местах она иногда спрямляет его, образуя многочисленные старичные озёра. Половодье начинается 8 апреля (средняя дата), кончается 29 мая и, таким образом, оно продолжается 52 дня. Средний уровень весной 696 см, в летне-осенний период 296 см, зимой — 313 см. Самый высокий за период наблюдения (пост у д. Вичмарь) был 6 мая 1979 года — 900 см. Кильмезь замерзает 8 ноября (средний срок), освобождается ото льда 19 апреля. Средний годовой расход — 84,6 м³/с — соответствует модулю стока 5 л/с с 1 км².
Правобережная часть бассейна покрыта лесами.

## Происхождение названия
Этимология гидронима Кильмезь остаётся неясной. По мнению О. В. Смирнова, название реки, как и её притока Кульмы, восходит к доудмуртскому субстрату и сопоставимо с финно-пермским *kilmä (külmä), саам. *kelmas «холодный, студёный», мар. кылме «мёрзлый».
От гидронима происходит название территориально-земляческой группы удмуртов Калмез.

## Притоки
Крупнейшие притоки — Вала, Лобань, Лумпун, Уть, Кульма, Кырчма, Арлеть.
- 9,2 км: река Ундула (пр)
- 11 км: река Кульма (пр)
- 40 км: река Юг (лв)
- 55 км: река Большой Юг (лв)
- 71 км: река Лобань (пр)
- 77 км: река Вала (лв)
- 89 км: река Лумпун (пр)
- 118 км: река Сюмсилка (лв)
- 125 км: река Сюнык
- 136 км: река Визирма (пр)
- 143 км: река Чюпровайка (лв)
- 144 км: река Кырчма (пр)
- река Пройка (лв)
- 156 км: река Сардык (пр)
- 162 км: река Средний Сардык (пр)
- 173 км: река Нузык (лв)
- 175 км: река Сюнык
- 177 км: река Большой Сардык (пр)
- 188 км: река Уть (пр)
- река Жагилка (лв)
- река Пожгуртка (лв)
- река Норышка (лв)
- 214 км: река Арлеть (лв)
- 219 км: река Кутык (лв)
- 220 км: река Мулык (пр)
- 235 км: река Пестерь (пр)
- 254 км: река Юшур (пр)
- 262 км: река Вилишур (пр)